# Tohi tacheté
Pipilo maculatus
Espèce
Statut de conservation UICN

 LC  : Préoccupation mineure
Le Tohi tacheté (Pipilo maculatus) est une espèce d'oiseau appartenant à la famille des Passerellidae.

## Description
Il mesure entre 18 et 21 cm de longueur et a les yeux rouges. Il y a un léger dimorphisme sexuel. Le mâle a la tête, le haut de la poitrine et le dos noir ou brun foncé avec des taches claires sur le dos, les ailes et la queue. Les flancs sont cannelle et la poitrine est blanche. La femelle garde le même modèle, mais est moins sombre dans les parties supérieures. Il se distingue du
Tohi à flancs roux par la présence de taches blanches sur les épaules.

## Alimentation
Il cherche sa nourriture en fouillant sur le sol parmi les feuilles sèches ou dans les buissons. Il se nourrit d'arthropodes, de graines et de fruits.

Carte de répartition.
Aire de nidification
Présent à l'année
Aire d'hivernage
Aire d'hivernage (peu commun)

## Habitat
Il habite les zones riches en arbustes et les forêts ouvertes, les chaparrales, les broussailles et les jardins de villes.

## Répartition et sous-espèces
Selon la classification de référence du Congrès ornithologique international (15.1, 2025) il se répartit en 21 sous-espèces (ordre phylogénique) :
- P. m. oregonus Bell, 1849 — du sud-ouest de la Colombie-Britannique au sud-ouest de l'Oregon ;
- P. m. falcifer McGregor, 1900 — Californie (nord-ouest) ;
- P. m. megalonyx Baird, 1858 — Californie ;
- P. m. clementae Grinell, 1897 — Channel Islands de Californie ;
- P. m. umbraticola Grinell & Swarth, 1926 — péninsule de Basse-Californie (nord) ;
- P. m. consobrinus Ridgway, 1876 — île Guadalupe ;
- P. m. magnirostris Brewster, 1891 — péninsule de Basse-Californie (sud) ;
- P. m. curtatus Grinell, 1911 — sud-ouest du Canada et nord-ouest des États-Unis ;
- P. m. falcinellus Swarth, 1913 — du sud de l'Oregon au centre e la Californie ;
- P. m. arcticus (Swainson, 1832) — sud du Canada et nord des États-Unis ;
- P. m. montanus Swarth, 1905 — sud-ouest des États-Unis et nord-ouest du Mexique ;
- P. m. gaigei Van Tyne & Sutton, 1937 — est du Nouveau-Mexique et ouest du Texas ;
- P. m. griseipygius van Rossem, 1934 — sierra Madre occidentale ;
- P. m. orientalis Sibley, 1950 — sierra Madre  orientale ;
- P. m. maculatus Swainson, 1827 — plateaux de l'est du Mexique ;
- P. m. vulcanorum Sibley, 1950 — cordillère néovolcanique ;
- P. m. oaxacae Sibley, 1950 — Oaxaca ;
- P. m. chiapensis van Rossem, 1938 — Chiapas ;
- P. m. repetens Griscom, 1930 — sud-est du Chiapas et ouest du Guatemala ;
- P. m. macronyx Swainson, 1827 — montagnes du centre du Mexique ;
- P. m. socorroensis Grayson, 1867 — île Socorro.